# Ministerium für Umwelt und Energiesicherheit (Italien)
Das Ministerium für Umwelt und Energiesicherheit (italienisch Ministero dell’ambiente e della sicurezza energetica, kurz MASE) ist das Umwelt- und Energieministerium Italiens und Teil der Regierung Italiens. Das an der Via Cristoforo Colombo in Rom ansässige Ministerium wurde am 1. August 1986 gegründet.

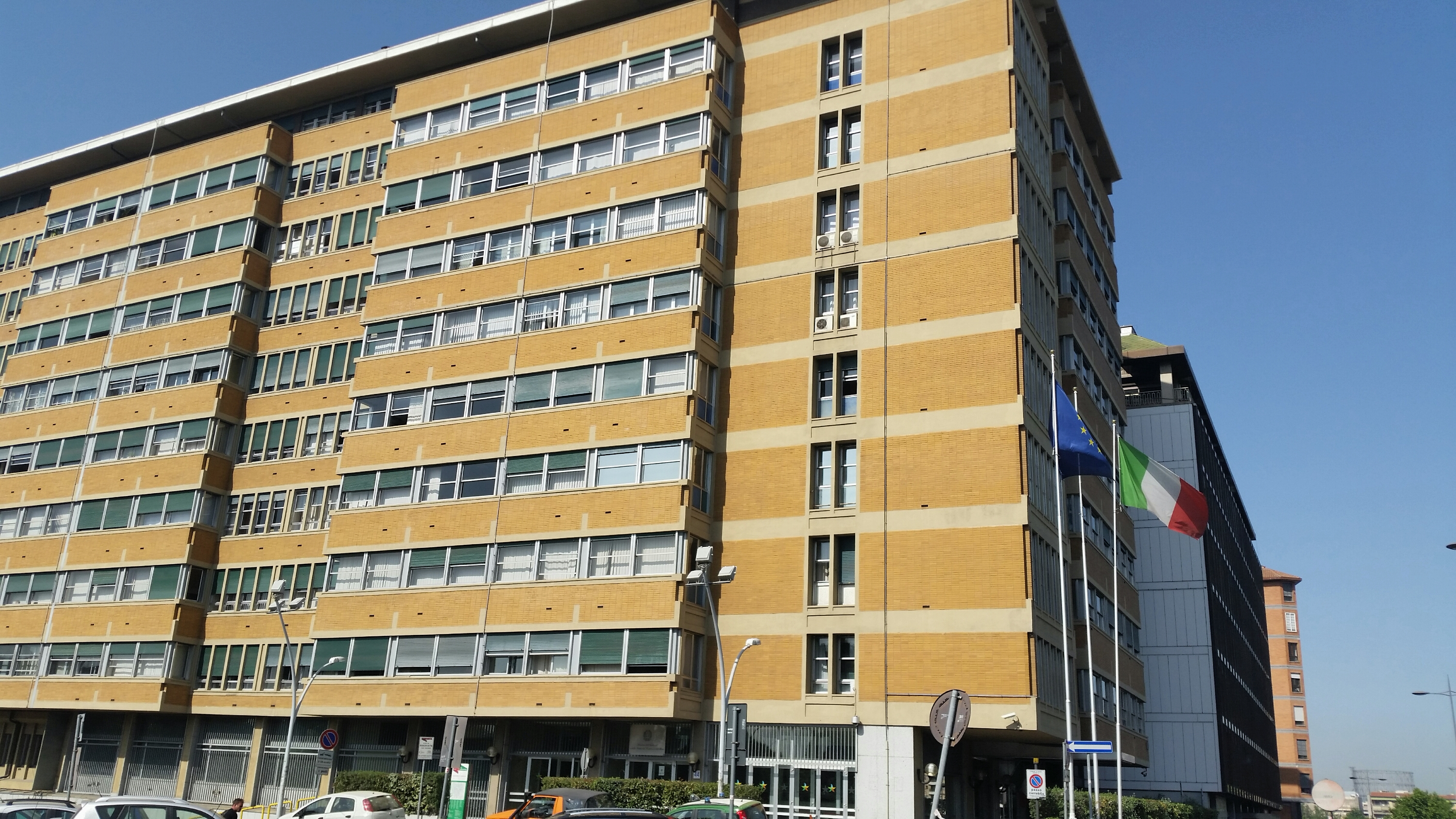
Sitz des Ministeriums in der Via Cristoforo Colombo

Amtierender Minister ist Gilberto Pichetto Fratin.

## Geschichte
Das Ministero dell’Ambiente wurde 1986 unter dem Kabinett Craxi II gegründet; davor hatte das Ministerium für Kulturgüter und seit 1983 ein Umweltressort ohne Geschäftsbereich Umweltfragen bearbeitet. Im Zuge einer Reform der Ministerialbürokratie (Riforma Bassanini) wurde es 1999 in Ministero dell’Ambiente e della Tutela del Territorio (Ministerium für Umwelt- und Landschaftsschutz) umbenannt. 2001 übernahm es Teile der Aufgaben des ehemaligen Ministeriums für öffentliche Arbeiten. 2006 wurde der Name auf Ministero dell’ambiente e della tutela del territorio e del mare (Ministerium für Umwelt, Landschafts- und Meeresschutz) erweitert. Unter dem Kabinett Draghi nahm es im Februar 2021 auf Wunsch des Koalitionspartners Movimento 5 Stelle die Bezeichnung Ministero della transizione ecologica (Ministerium für den ökologischen Übergang) an. Dabei wurden die Zuständigkeiten des Ministeriums hinsichtlich einer ökologischen Neuausrichtung der italienischen Wirtschafts- und Energiepolitik erweitert. Die Regierung Meloni gab dem Ministerium seinen aktuellen Namen.

## Aufgaben
Das Ministerium ist zuständig für Grundsatzfragen der Umweltpolitik, für Naturschutz und Landschaftspflege, Bodenschutz, Hochwasserschutz, Meeresschutz und Klimaschutz sowie für Umweltverträglichkeitsprüfungen. Seit 2021 ist es auch für die Rohstoff- und Energiepolitik zuständig, unter anderem in folgenden Bereichen: Erneuerbare Energien (Kraftwerksbaugenehmigungen im staatlichen Zuständigkeitsbereich), Liberalisierung der Energieversorgung und deren Sicherheit, Richtlinien für die nationalen Energieversorgungsnetze (Strom und Gas) und deren Weiterentwicklung, Verwaltung der strategischen Reserven und Notfallplanung, Schutz vor radioaktiver Kontamination und Entsorgung von radioaktivem Abfall, Grundsatzangelegenheiten der Abfallwirtschaft und der Kreislaufwirtschaft. Beim Amt des Ministerpräsidenten tagt periodisch das „Interministerielle Komitee für Umwelt und Energiesicherheit“, das unter Vorsitz des Ministerpräsidenten die umwelt- und energiepolitischen Richtlinien festlegt und diesbezüglich die Arbeit der Ministerien koordiniert.

## Organisation
Die politische Führung besteht aus dem Minister und zwei oder drei Staatssekretären. Letztere sind in Italien keine Beamte, sondern Politiker. Seit 2021 gliedert sich das Ministerium im Wesentlichen in drei Hauptabteilungen (dipartimenti) mit insgesamt zehn Abteilungen (Generaldirektionen):
- Hauptabteilung für Personal, Natur, Boden und Mittelmeer

- Abteilung für Naturschutz
- Abteilung für Meer und Küsten
- Abteilung für Boden- und Gewässerschutz
- Abteilung für Innovation und Personal

- Hauptabteilung für den ökologischen Übergang und grüne Investitionen

- Abteilung für Kreislaufwirtschaft
- Abteilung für nachhaltiges Wachstum
- Abteilung für Umweltsanierung

- Hauptabteilung für Energie und Klima

- Abteilung für Energieversorgung, Energieeffizienz und Wettbewerb
- Abteilung für Infrastruktur und Sicherheit im Energie- und Minenwesen
- Abteilung für Klima, Energie und Luft

Zum Geschäftsbereich des Ministeriums gehört unter anderem das Forschungsinstitut Istituto Superiore per la Protezione e la Ricerca Ambientale (ISPRA) sowie Verwaltungseinrichtungen von Nationalparks in Italien und anderen Naturschutzgebieten soweit diese in nationaler Zuständigkeit sind. Zugeordnet sind dem Ministerium besondere Dienststellen oder Einheiten nationaler Polizeibehörden, insbesondere der Carabinieri, der Guardia Costiera und der Guardia di Finanza.

## Bisherige Minister
| Minister                 | Amtszeit  | Kabinett                                    |
| Alfredo Biondi           | 1983–1984 | Kabinett Craxi I                            |
| Valerio Zanone           | 1984–1986 | Kabinett Craxi I                            |
| Francesco De Lorenzo     | 1986–1987 | Kabinett Craxi II                           |
| Mario Pavan              | 1987      | Kabinett Fanfani VI                         |
| Giorgio Ruffolo          | 1987–1992 | Goria, De Mita, Andreotti VI, Andreotti VII |
| Carlo Ripa di Meana      | 1992–1993 | Kabinett Amato I                            |
| Francesco Rutelli        | 1993      | Kabinett Ciampi                             |
| Valdo Spini              | 1993–1994 | Kabinett Ciampi                             |
| Altero Matteoli          | 1994–1995 | Kabinett Berlusconi I                       |
| Paolo Baratta            | 1995–1996 | Kabinett Dini                               |
| Edoardo Ronchi           | 1996–2000 | Prodi I, D’Alema I, D’Alema II              |
| Willer Bordon            | 2000–2001 | Kabinett Amato II                           |
| Altero Matteoli          | 2001–2006 | Berlusconi II, Berlusconi III               |
| Alfonso Pecoraro Scanio  | 2006–2008 | Kabinett Prodi II                           |
| Stefania Prestigiacomo   | 2008–2011 | Kabinett Berlusconi IV                      |
| Corrado Clini            | 2011–2013 | Kabinett Monti                              |
| Andrea Orlando           | 2013–2014 | Kabinett Letta                              |
| Gian Luca Galletti       | 2014–2018 | Kabinett Renzi, Gentiloni                   |
| Sergio Costa             | 2018–2021 | Kabinett Conte I, Conte II                  |
| Roberto Cingolani        | 2021–2022 | Kabinett Draghi                             |
| Gilberto Pichetto Fratin | seit 2022 | Kabinett Meloni                             |